# Hau Lung-pin
Hau Lung-pin (ur. 22 sierpnia 1952) – tajwański polityk.
Jest synem Hau Pei-tsuna, premiera Republiki Chińskiej w latach 1990-1993. Ukończył studia w zakresie technologii żywności na University of Massachusetts Amherst, następnie w latach 1983-1996 wykładał na Narodowym Uniwersytecie Tajwańskim. Karierę polityczną zaczynał jako członek Kuomintangu, z którego jednak wystąpił na początku lat 90., by wstąpić do Nowej Partii. W latach 1996–2001 był deputowanym do Yuanu Ustawodawczego. W 2001 roku został powołany przez prezydenta Chen Shui-biana na przewodniczącego Biura Ochrony Środowiska, jednak zrezygnował z tej funkcji w 2003 roku. W latach 2004–2006 był sekretarzem generalnym tajwańskiego Czerwonego Krzyża.
W styczniu 2006 roku powrócił w szeregi Kuomintangu. W tym samym roku jako kandydat tej partii został wybrany na stanowisko burmistrza Tajpej. Pełnił ten urząd do 2014 roku, w 2010 roku uzyskując reelekcję na drugą kadencję. W 2013 roku jako przewodniczący tajwańskiej delegacji złożył wizytę w Chińskiej Republice Ludowej, a także wziął udział w ceremonii otwarcia 27. Letniej Uniwersjady w Kazaniu.